# Адазький край
А́дазький кра́й (латис. Ādažu novads) — адміністративно-територіальна одиниця Латвійської Республіки. Розташований у центральній частині країни, в історичному регіоні Ліфляндія. Адміністративний центр — Адажі. Створений 2021 року. Площа — 242,9 км². Населення — 21 134 осіб (2021). До складу краю входять 1 місто та 2 волості.

## Історія
Край утворений 1 липня 2021 року шляхом об'єднання Адазького (с. 2006) та Царникавського країв, після адміністративно-територіальної реформи Латвії 2021 року.

## Внутрішній поділ
Спочатку складалося із 2 волостей, 2022 року місто Адажі виділено у окрему одиницю.
- 1 місто — Адажі
- 2 волості — Адазька та Царникавська

## Населення
Національний склад краю за даними 2022 року
| Національність | К-сть  | %        |
| -------------- | ------ | -------- |
| Латиші         | 15453  | 70,4 %   |
| Росіяни        | 4106   | 18,7 %   |
| Українці       | 524    | 2,4 %    |
| Білоруси       | 447    | 2,0 %    |
| Поляки         | 280    | 1,3 %    |
| Литовці        | 137    | 0,6 %    |
| Інші           | 997    | 4,5 %    |
| Загалом        | 22 297 | 100,00 % |